# Crotalus catalinensis
Nomes-comuns: Cascavel-de-santa-catalina, cascavel-da-ilha-de-santa-catalina
Crotalus catalinensis é uma espécie de víbora venenosa endémica da ilha Santa Catalina situada no golfo da Califórnia, ao largo da costa oriental do estado mexicano de Baja California Sur. Não existe qualquer sub-espécie reconhecida actualmente. Trata-se de uma espécie relativamente pequena e delgada e distingue-se por não possuir cascavel.

## Descrição
Esta espécie é relativamente delgada e pequena, atingindo um comprimento máximo de 73.1 cm.
A sua característica mais distintiva é a ausência de cascavel. A base da cauda, ou "botão", degenerou a tal grau que o cascavel cai com cada muda, em vez de formar um novo segmento, como sucede noutras espécies de cascavel. Crê-se que se trata de uma adaptação localizada para caçar aves.
Das duas variações de coloração, a predominante tem uma base de cor creme, com manchas castanho-avermelhadas ao longo do dorso e com bandas negras e brancas em redor da cauda. A outra variante tem cor cinzenta-clara, com manchas de cinzento mais escuro. As bandas da cauda estão igualmente presentes.

## Distribuição geográfica
Esta serpente pode ser encontrada unicamente na ilha Santa Catalina no golfo da Califórnia, ao largo da costa do sul da Baixa Califórnia. Esta ilha é também a localidade-tipo para esta espécie.

## Estatuto de conservação
Esta espécie está classificada como Em Perigo Crítico na Lista Vermelha da IUCN com os seguintes critérios: B1ab(v) (v3.1, 2001). Isto significa que a melhor evidência disponível indica que se considera enfrentar um risco extremamente alto de extinção no seu estado selvagem porque a sua distribuição geográfica se estima ser menor que 100 km2, existe em apenas um local, e um declínio continuado do número de indivíduos adultos foi observado, inferido ou projectado. Foi avaliada em 2007.
Encontra-se ameaçada devido às capturas e à introdução de espécies predatórias como gatos ferais.

## Habitat
O habitat na ilha Santa Catalina consiste de plantas de deserto da costa do golfo da Califónia. Esta serpente é frequentemente encontrada no lado ocidental da ilha nos leitos dos muitos riachos temporários que ali existem.

## Comportamento
Muito embora a maioria dos membros deste género sejam quase totalmente terrestres devido à sua pesada estrutura corporal, o pequeno tamanho desta espécie torna-a um trepador ágil e habilidoso.
Investigadores mais antigos colocavam como hipótese que a habilidade trepadora de C. catalinensis, combinada com a ausência do cascavel, permitia-lhe caçar aves nidificadoras, mas investigações detalhadas sobre a dieta desta espécie revelaram que C. catalinensis tem uma dieta à base de mamíferos como a maioria das cascaveis.
Estudos mais aprofundados sobre os hábitos arborícolas desta espécie insular mostrou que os indivíduos passam a maior parte do tempo no solo. São mais frequentemente encontrados nos ramos baixos de arbustos durante o mês de julho, o mês mais quente na ilha. Pensa-se que C. catalinensis deixa o solo quente pelos arbustos para regular a sua temperatura. Ao contrário da maioria das espécies de cascavel, C. catalinensis é frequentemente observada exposta; não tende a esconder-se. Actualmente, a maior parte das evidências apoiam a teoria de que a cascavel sem cascavel de Santa Catalina evoluiu para a perda do cascavel por não ter necessidade de um mecanismo de aviso contra predadores.

## Alimentação
Teorias anteriores sugeriam que a tendência desta cascavel para trepar arbustos rasteiros estava relacionada com uma mudança dietária em direcção à caça de aves. Porém, estudos desenvolvidos entre 2002 e 2004 revelaram que os conteúdos estomacal e fecal eram 70% mamíferos (rato-de-santa-catalina,  Peromyscus slevini) e 30% espécies de lagartos (iguana-do-deserto-de-santa-catalina, Dipsosaurus catalinensis; Uta squamata; e Sceloporus lineatulus.) “não encontrámos restos de aves em excrementos ou nos conteúdos estomacais de C. catalinensis em nenhum ano ou estação.”

## Taxonomia
Laurence Klauber (1972) sugeriu que esta espécie é um parente muito próximo de C. scutulatus. Contudo, um estudo posterior de Murphy e Crabtree (1985) usou dados de aloenzimas para concluir que partilha o seu antepassado mais recente com C. ruber. A maior parte dos dados morfológicos, biogeográficos e bioquímicos, sugerem o mesmo.